# Son Calders
Son Calders és una possessió del terme municipal de Llucmajor, Mallorca, situada al sud de la vila, a la carretera de s'Estanyol de Migjorn. Confronta amb les terres de Cas Elet, de Son Torra i de Torratxí. Actualment les seves terres tenen una extensió d'unes 36 quarterades i són travessades per l'autopista del llevant (Ma-19).
La casa de la possessió integra, de forma lineal en direcció sud-oest/nord-est, l'habitatge humà i diverses dependències agropecuàries (celler, pallissa, estables, portasses, forn i solls), que han canviat el seu ús amb la rehabilitació duita a terme a principis del segle XXI per adaptar-se a habitatge humà i destinar-se a lloguer turístic. L'habitatge humà original té dues crugies i dues altures: planta baixa i porxo. La façana principal, orientada al sud-est, presenta una disposició asimètrica de les obertures. La planta baixa consta d'un portal d'arc de mig punt amb llindar, dovelles i carcanyols, al seu costat hi ha una finestra allindanada amb ampit motllurat i una finestra atrompetada situada al nivell del terra.
De forma aïllada, separades de la casa per la carrera, hi ha altres dependències agropecuàries, també rehabilitades i condicionades, com són estables, sestadors, portassa, magatzems, vaqueria, un colomer i un forn. Com a instal·lacions hidràuliques destaquen un aljub i una cisterna, adossats a la façana posterior de l'habitatge, un safareig i un altre aljub i cisterna, adossats a les dependències agropecuàries situades enfront de l'habitatge.